# Telekamery 2005
Telekamery 2005 – gala rozdania Telekamer „Tele Tygodnia” za rok 2004 została zorganizowana 24 stycznia 2005 w Teatrze Polski w Warszawie. Nagrody za rok 2004 przyznano w ośmiu kategoriach, a także wręczono Złote Spinki, nagrodę za całokształt twórczości, którą odebrał Jerzy Gruza. Gościem zagranicznym ceremonii była Daryl Hannah.
Podczas gali uczczono minutą ciszy zastrzelonego w 2004 w Iraku dziennikarza TVP Waldemara Milewicza.
Na nominowanych oddano łącznie ok. 315 tys. głosów.

## Laureaci i nominowani

### Talk-show
| Lp. | Imię i nazwisko   | Program         | Telewizja | Liczba głosów |
| 1   | Ewa Drzyzga       | Rozmowy w toku  | TVN       | 142 158       |
| 2   | Kamil Durczok     | Debata          | TVP1      | 92 776        |
| 3   | Tomasz Lis        | Co z tą Polską? | Polsat    | 54 034        |
|     | Piotr Najsztub    | Najsztub pyta   | TVN       |               |
|     | Jan Pospieszalski | Warto rozmawiać | TVP2      |               |

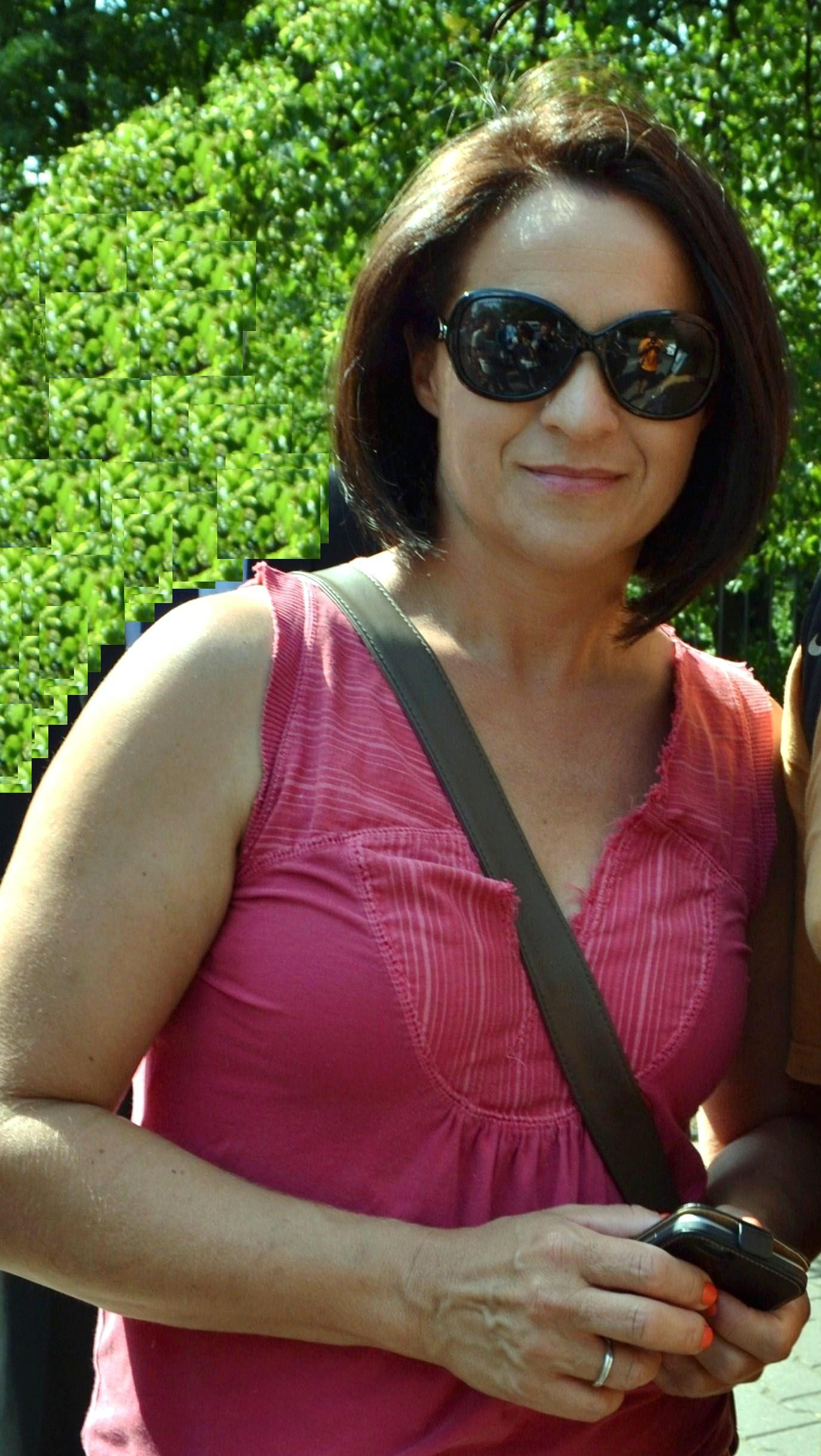
Ewa Drzyzga
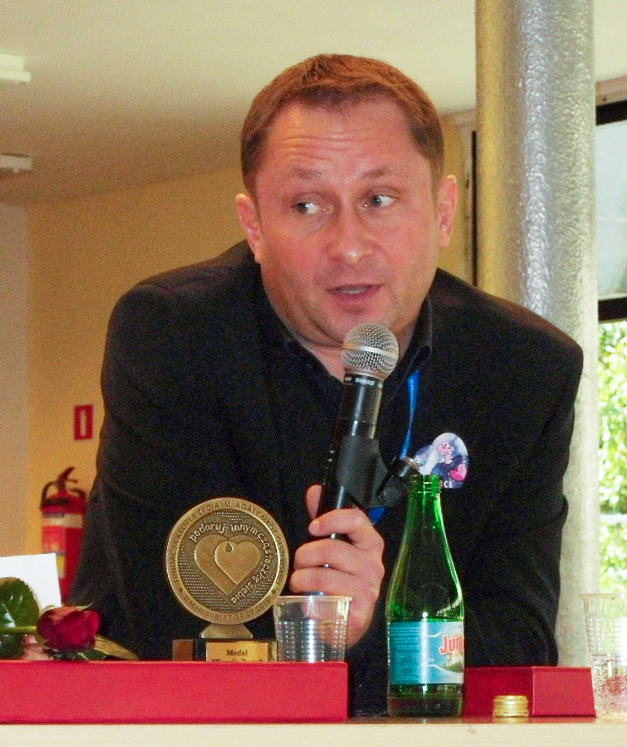
Kamil Durczok
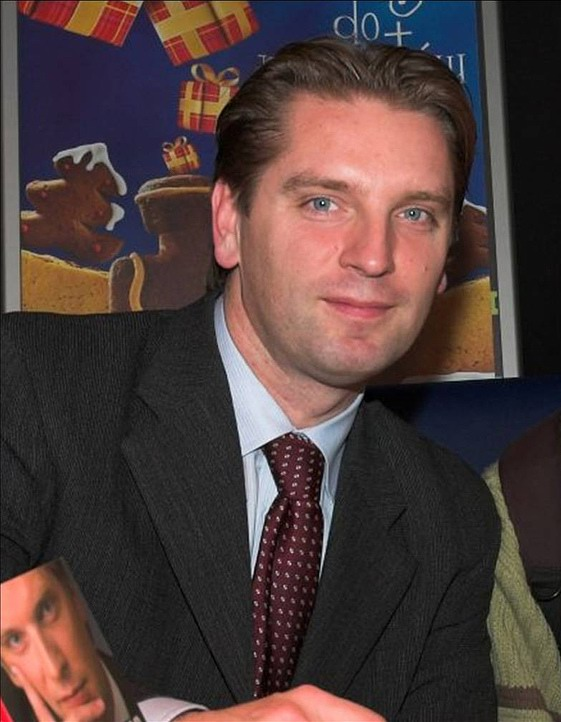
Tomasz Lis
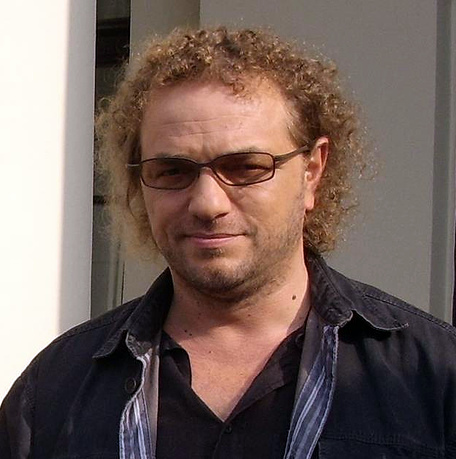
Piotr Najsztub
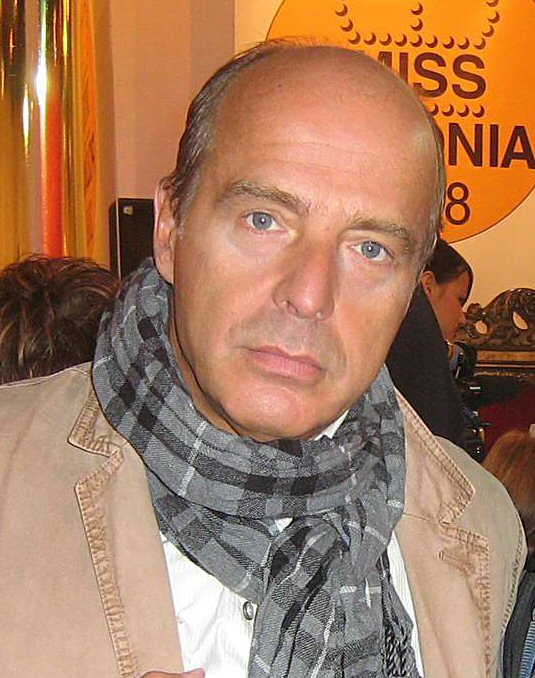
Jan Pospieszalski

### Publicystyka
| Lp. | Imię i nazwisko                       | Program                                | Telewizja | Liczba głosów |
| 1   | Monika Olejnik                        | Prosto w oczy                          | TVP1      | 131 466       |
| 2   | Marcin Wrona                          | Pod napięciem                          | TVN       | 84 914        |
| 3   | Jacek Żakowski                        | Summa zdarzeń według Jacka Żakowskiego | TVP1      | 38 238        |
|     | Tomasz Sekielski i Andrzej Morozowski | Teraz my!                              | TVN       |               |
|     | Krzysztof Skowroński                  | Wywiad i Opinie                        | TVP1      |               |

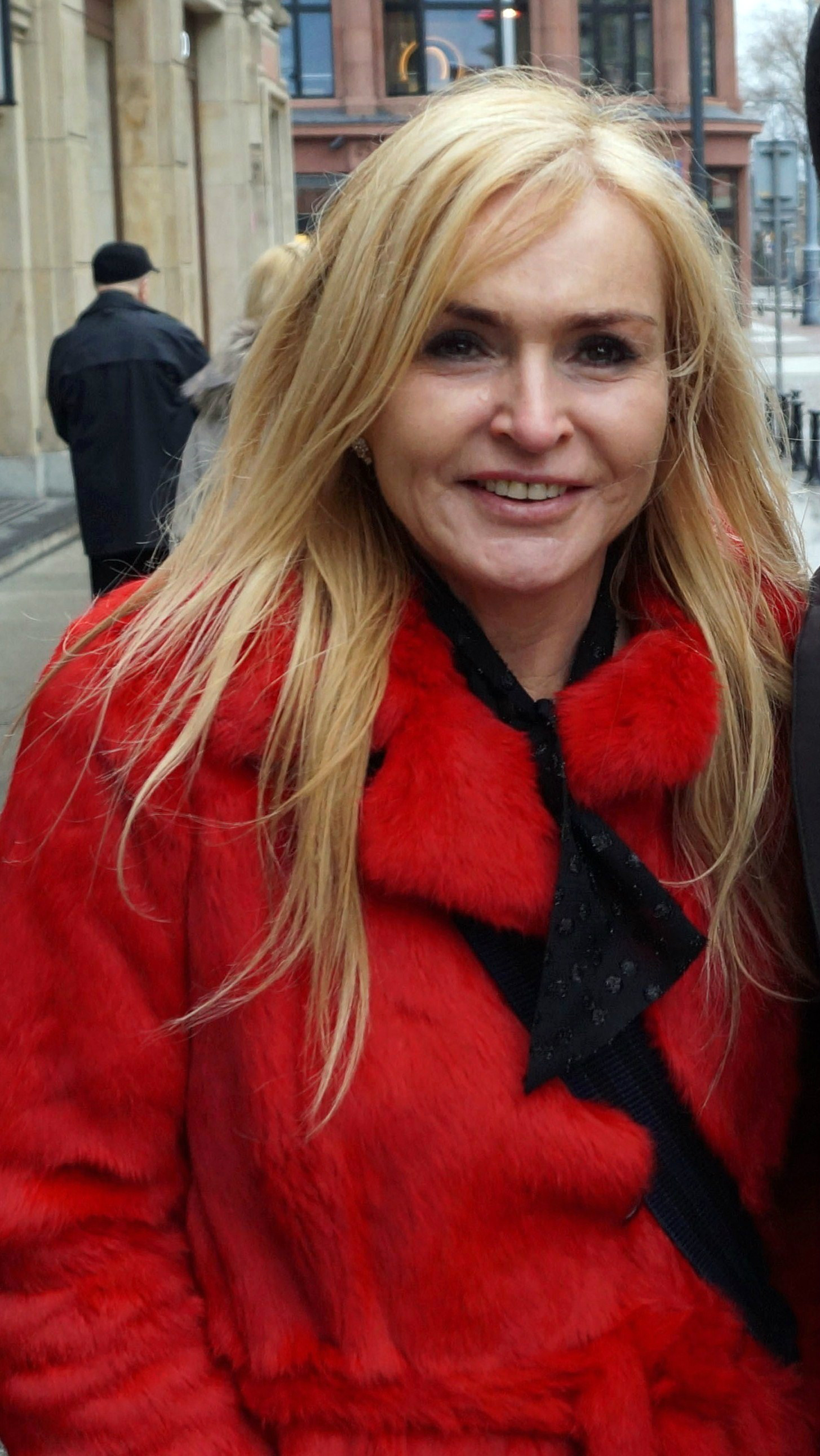
Monika Olejnik
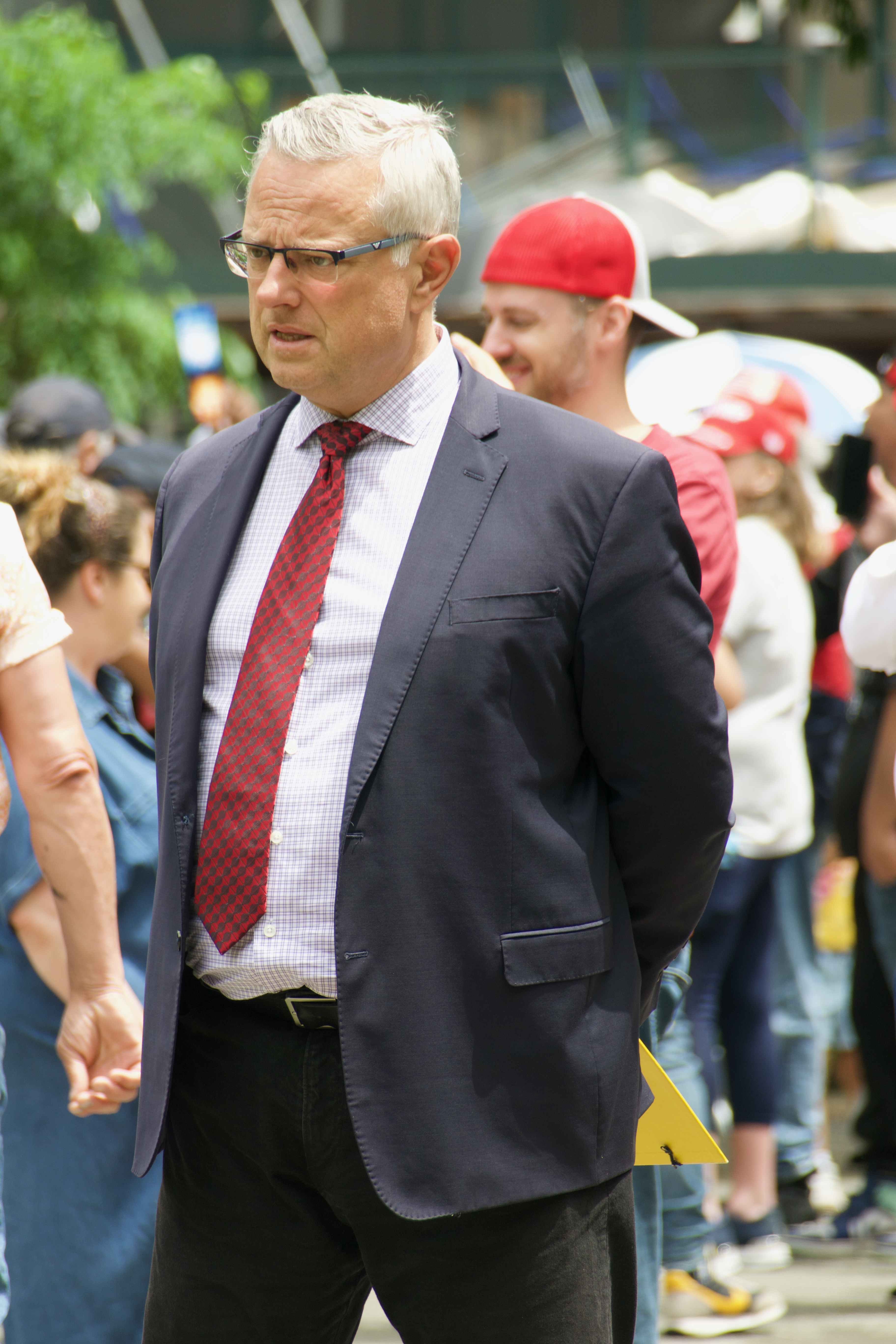
Marcin Wrona
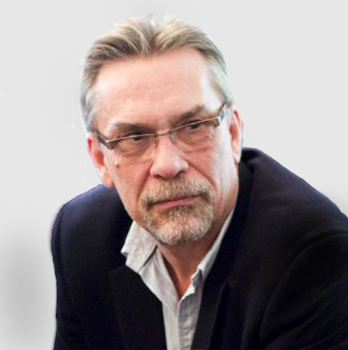
Jacek Żakowski
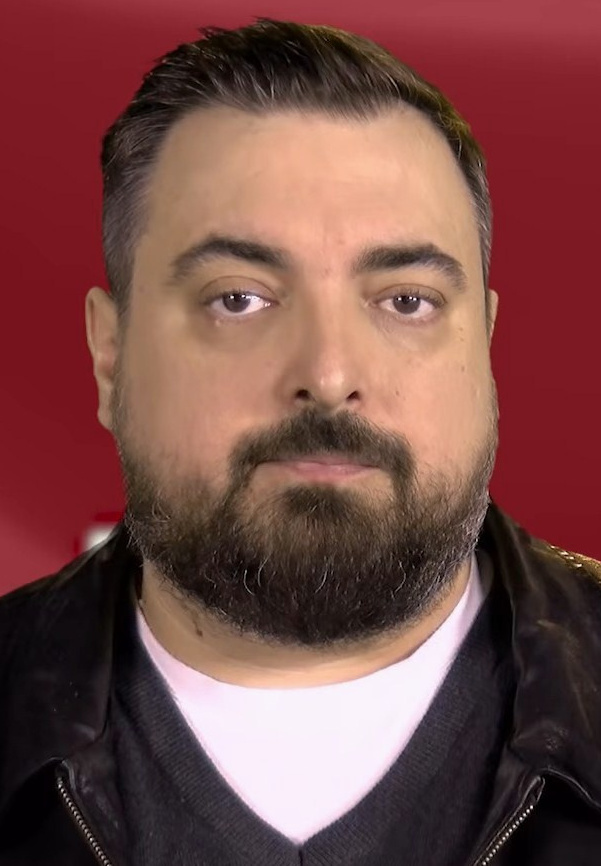
Tomasz Sekielski
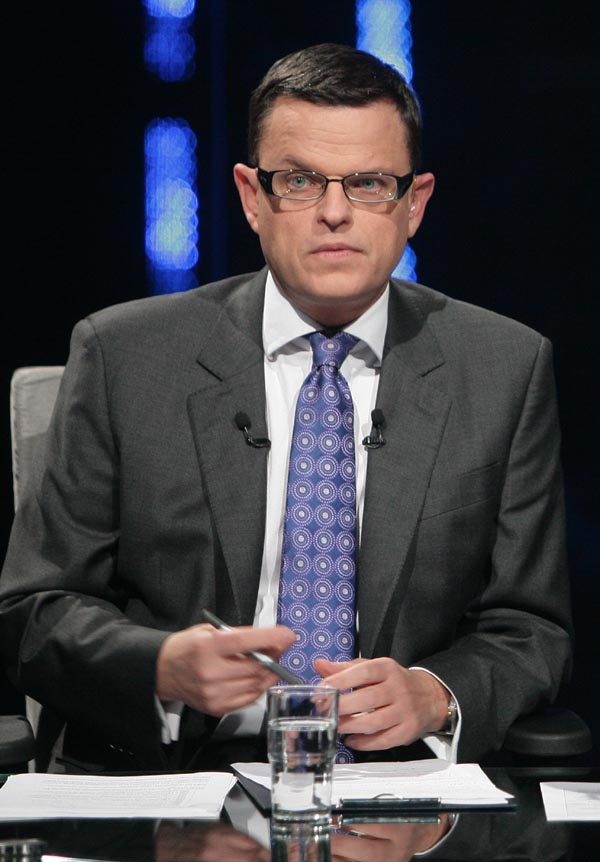
Andrzej Morozowski
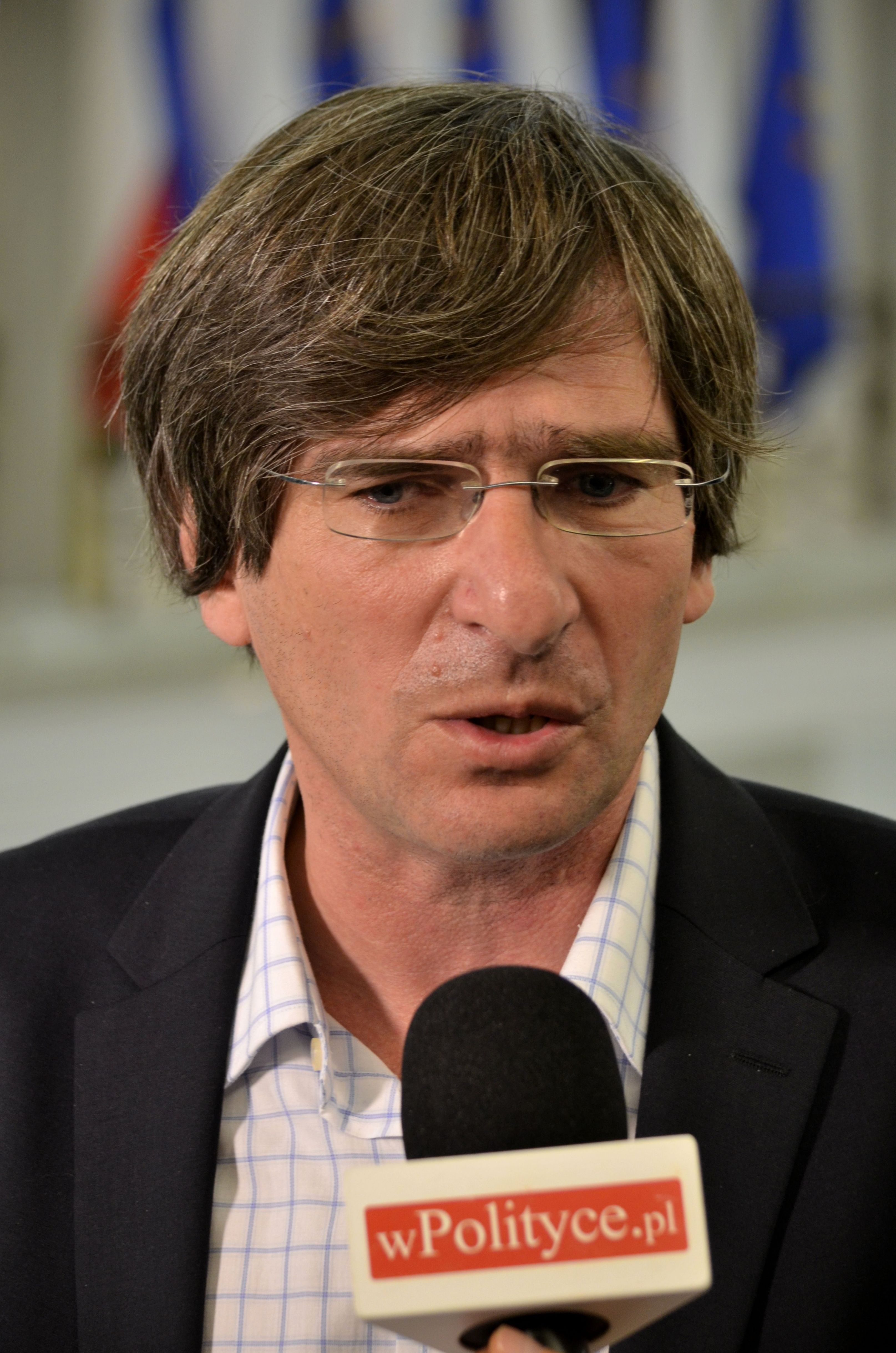
Krzysztof Skowroński

### Informacje
| Lp. | Imię i nazwisko    | Program     | Telewizja | Liczba głosów |
| 1   | Maciej Orłoś       | Teleexpress | TVP1      | 143 084       |
| 2   | Justyna Pochanke   | Fakty       | TVN       | 72 682        |
| 3   | Hanna Smoktunowicz | Wydarzenia  | Polsat    | 53 196        |
|     | Jarosław Kulczycki | Panorama    | TVP2      |               |
|     | Krzysztof Ziemiec  | Wiadomości  | TVP1      |               |

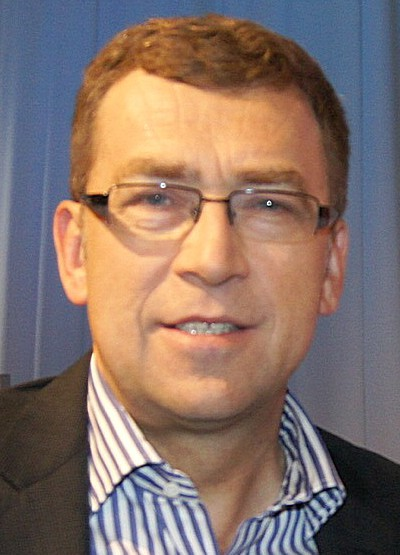
Maciej Orłoś
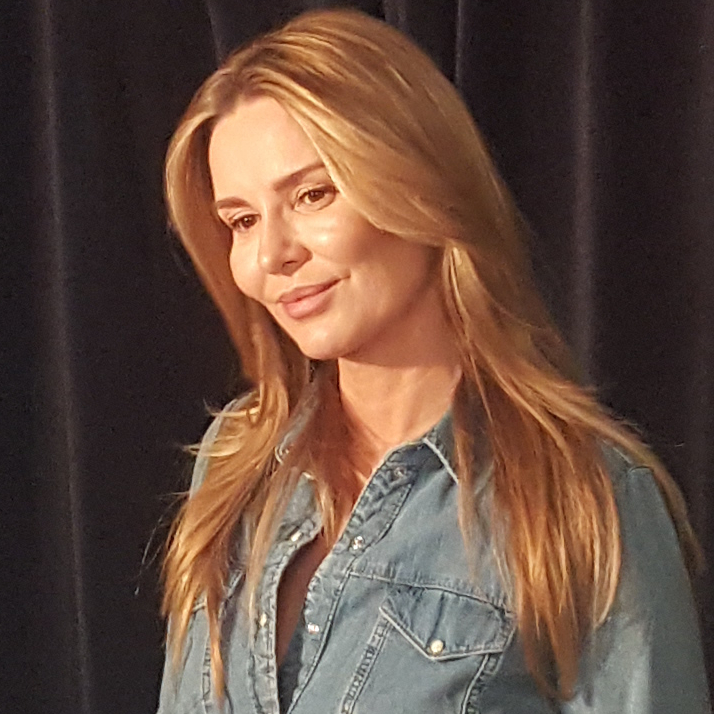
Hanna Smoktunowicz
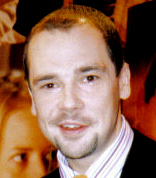
Jarosław Kulczycki
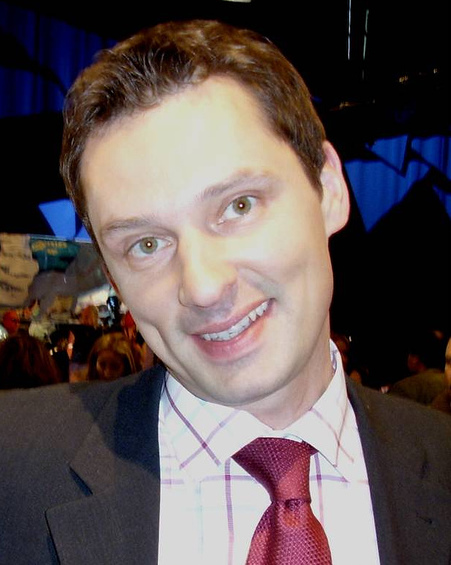
Krzysztof Ziemiec

### Muzyka
| Lp. | Imię i nazwisko/Zespół | Liczba głosów |
| 1   | Krzysztof Krawczyk     | 101 184       |
| 2   | Bajm                   | 96 157        |
| 3   | Wilki                  | 45 657        |
|     | Püdelsi                |               |
|     | Sistars                |               |

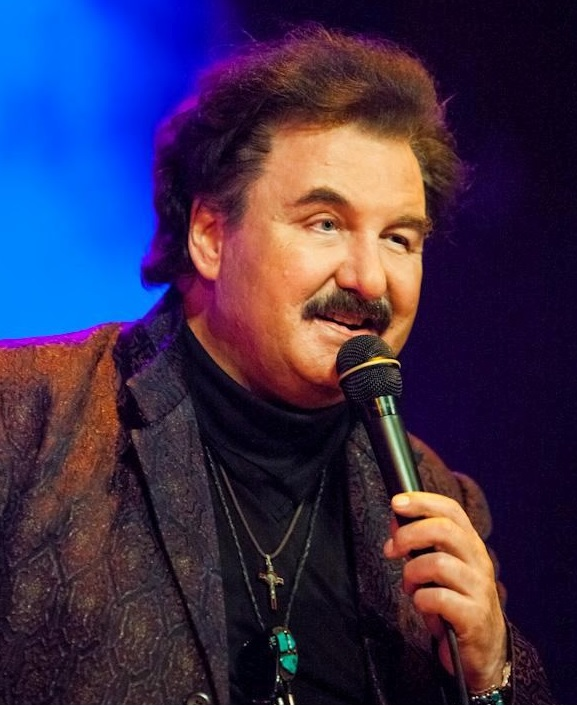
Krzysztof Krawczyk
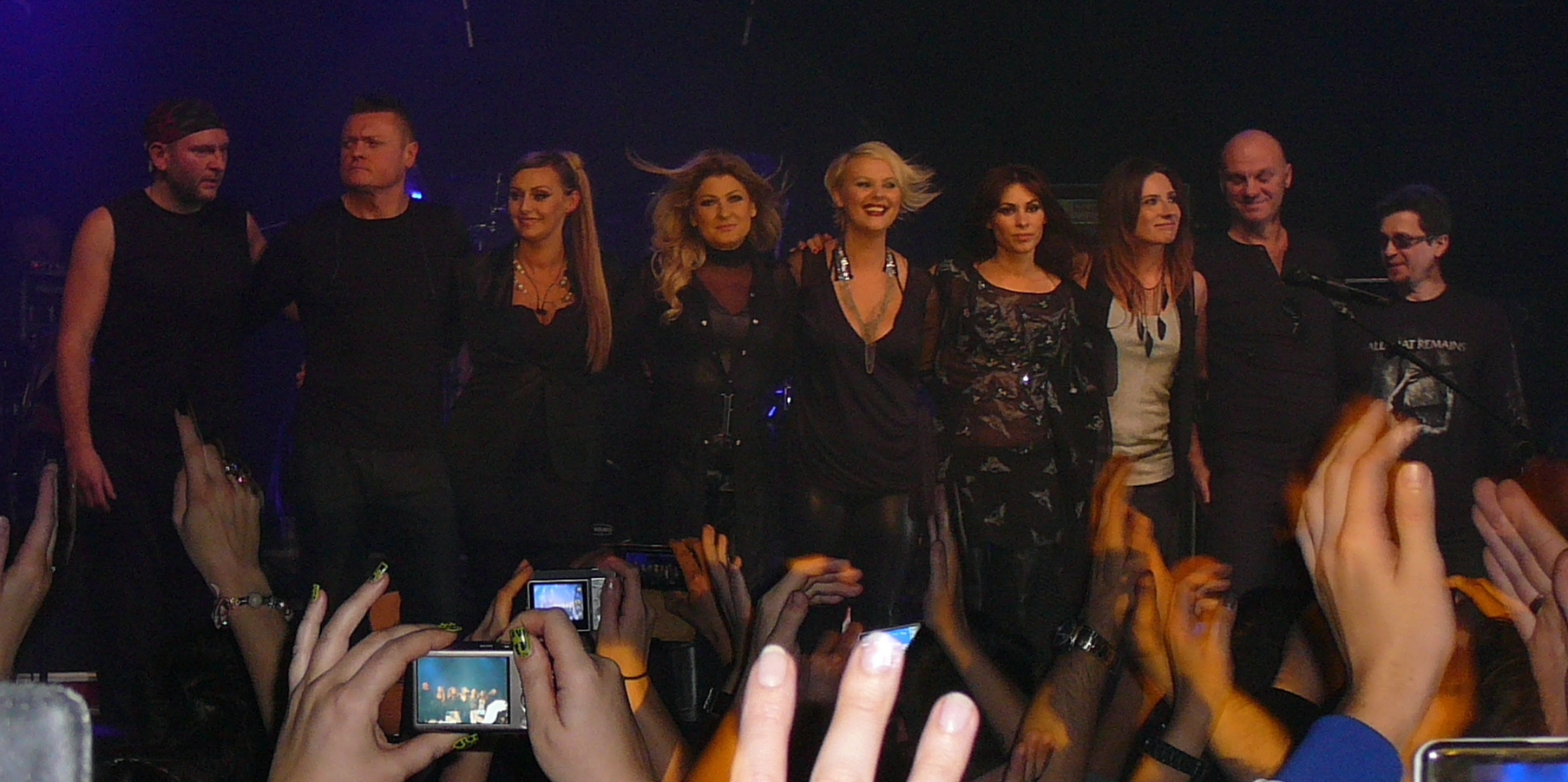
Bajm
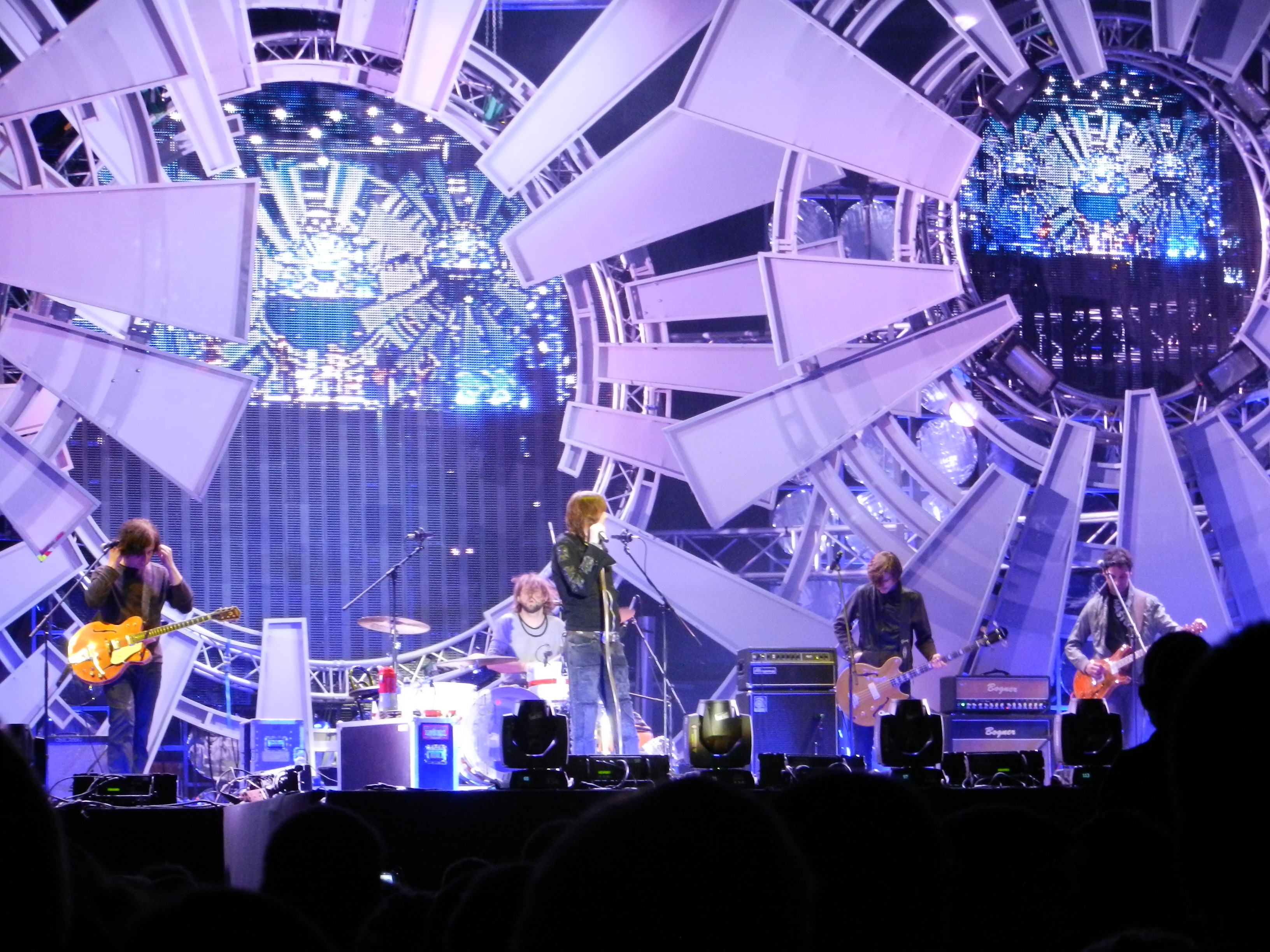
Wilki
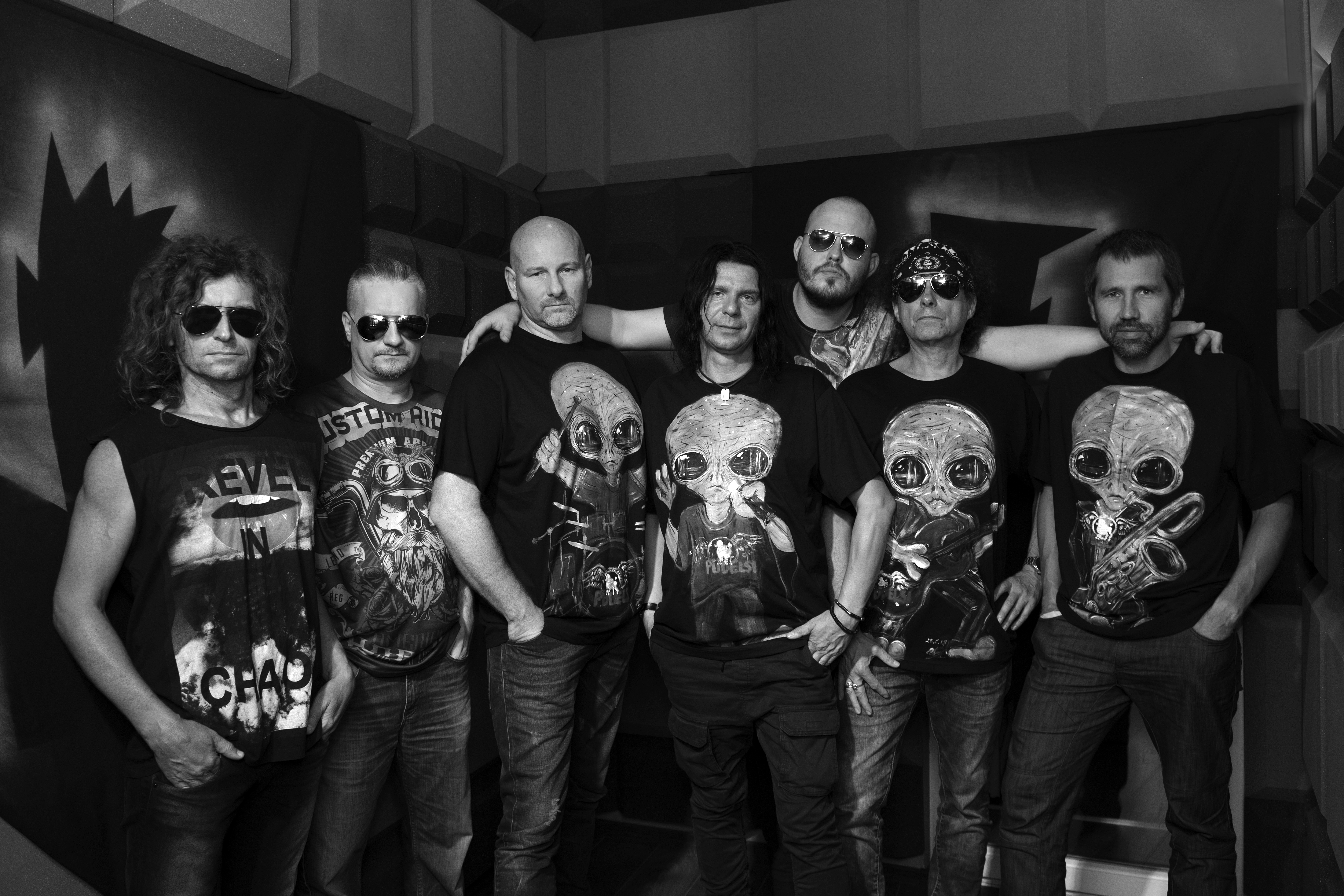
Püdelsi
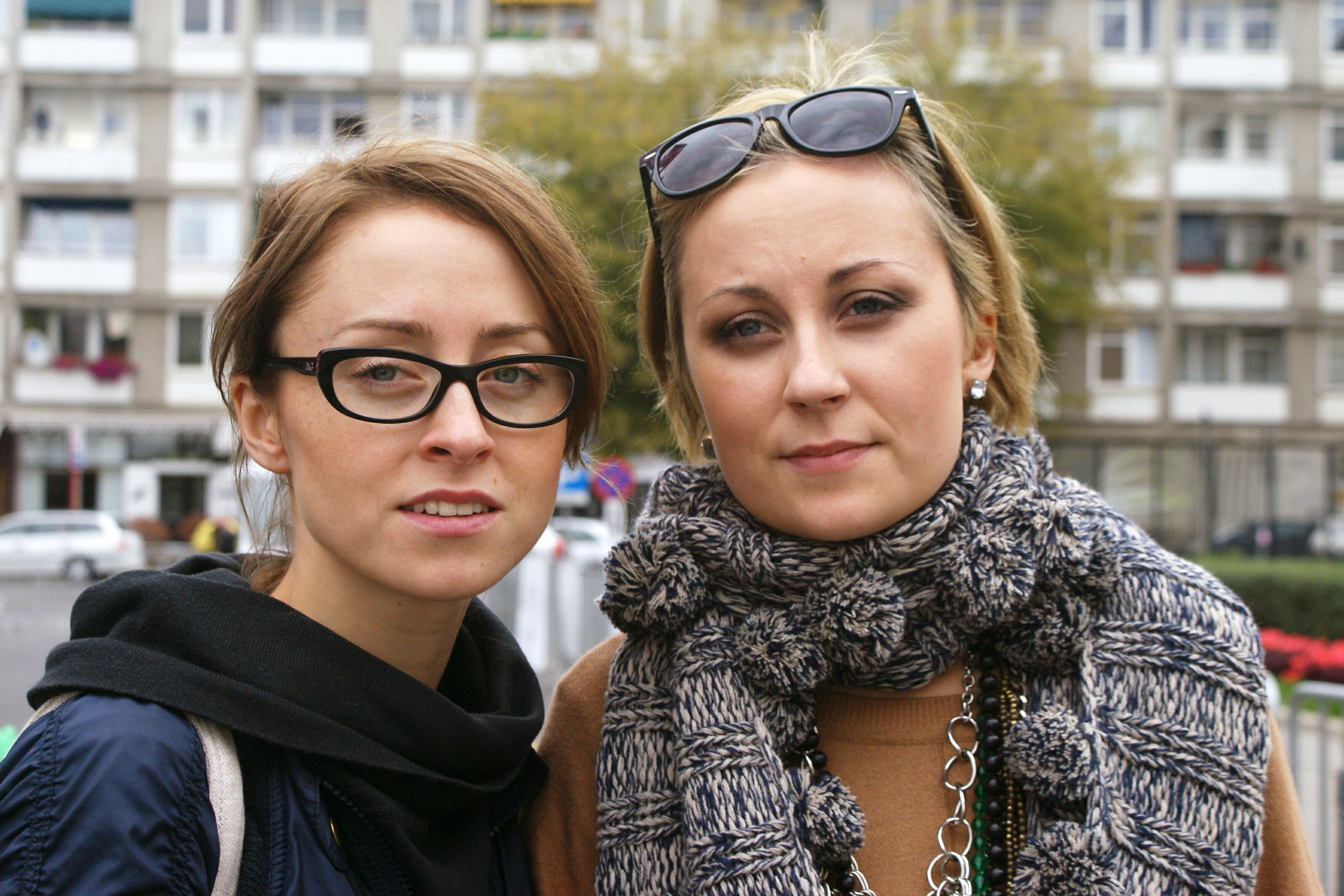
Sistars

### Aktor
| Lp. | Imię i nazwisko    | Serial                      | Telewizja   | Liczba głosów |
| 1   | Witold Pyrkosz     | M jak miłość                | TVP2        | 140 936       |
| 2   | Paweł Wawrzecki    | Złotopolscy Daleko od noszy | TVP2 Polsat | 59 788        |
| 3   | Artur Barciś       | Całkiem nowe lata miodowe   | Polsat      | 52 306        |
|     | Piotr Skarga       | Bulionerzy                  | TVP1        |               |
|     | Maciej Zakościelny | Kryminalni                  | TVN         |               |

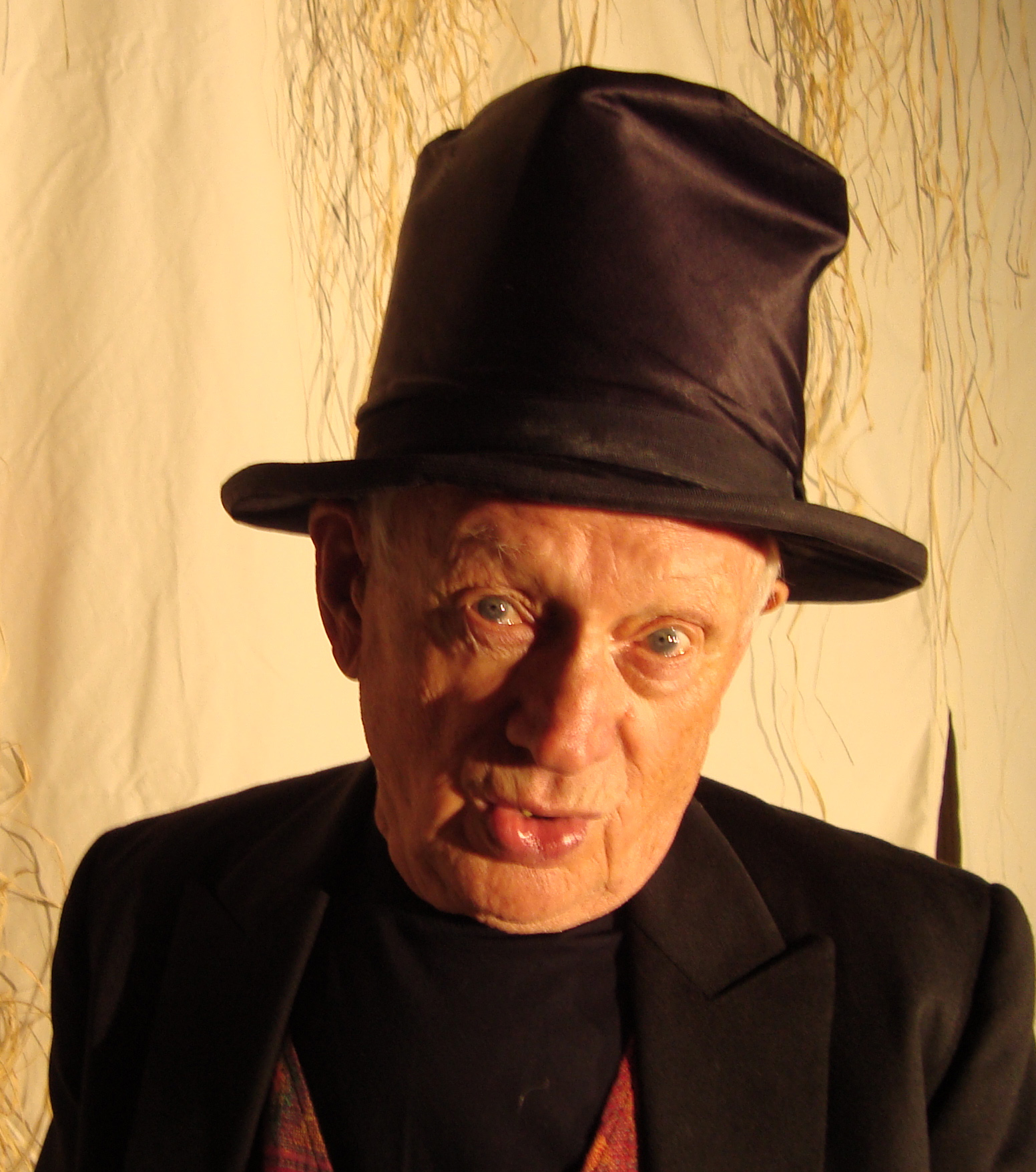
Witold Pyrkosz
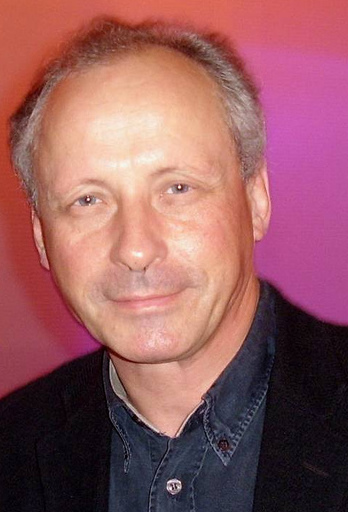
Paweł Wawrzecki
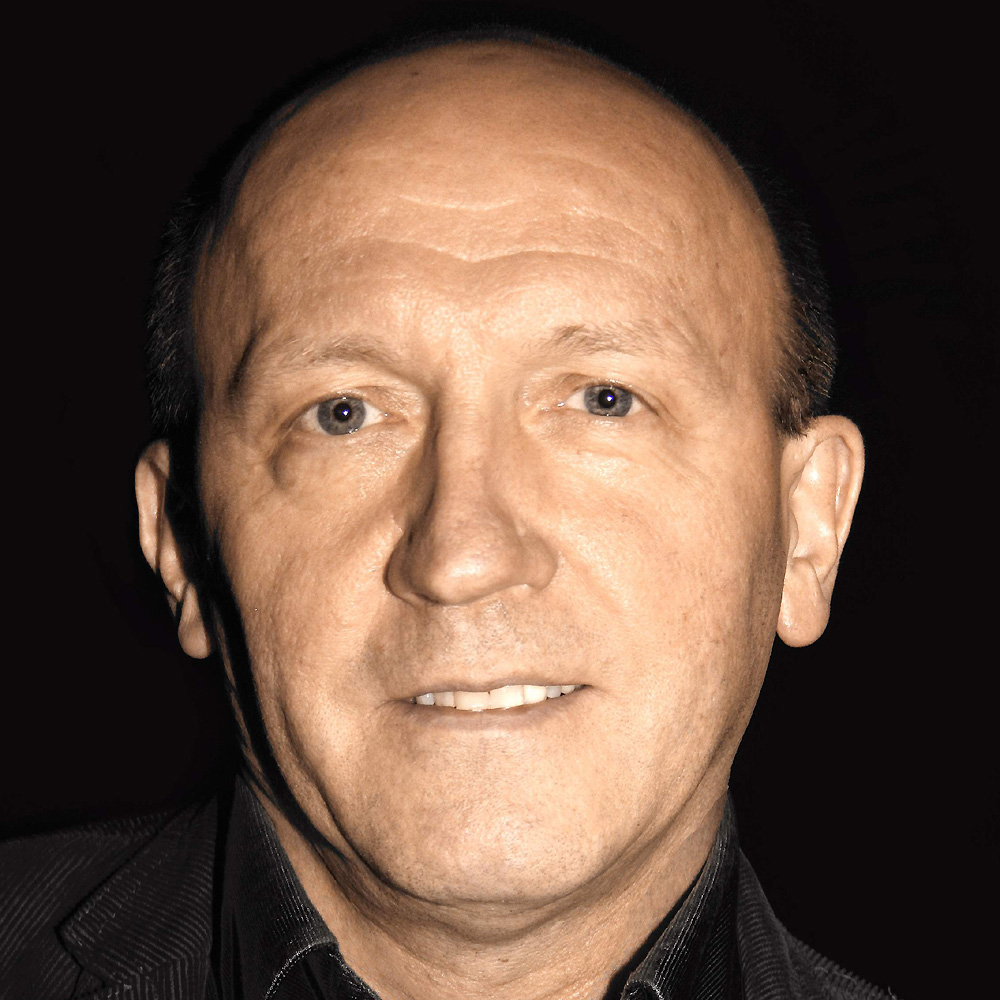
Artur Barciś
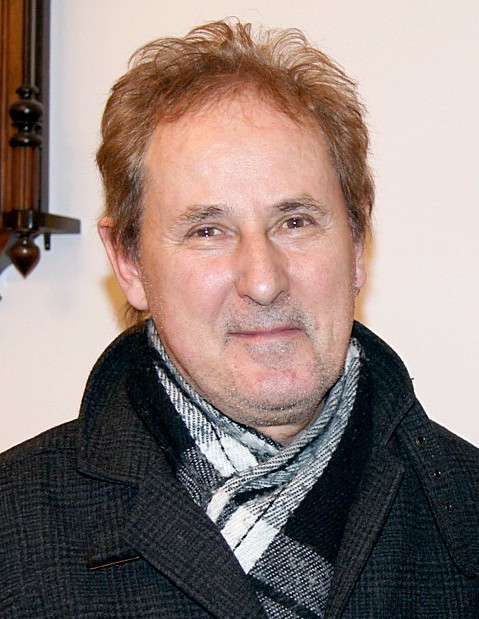
Piotr Skarga
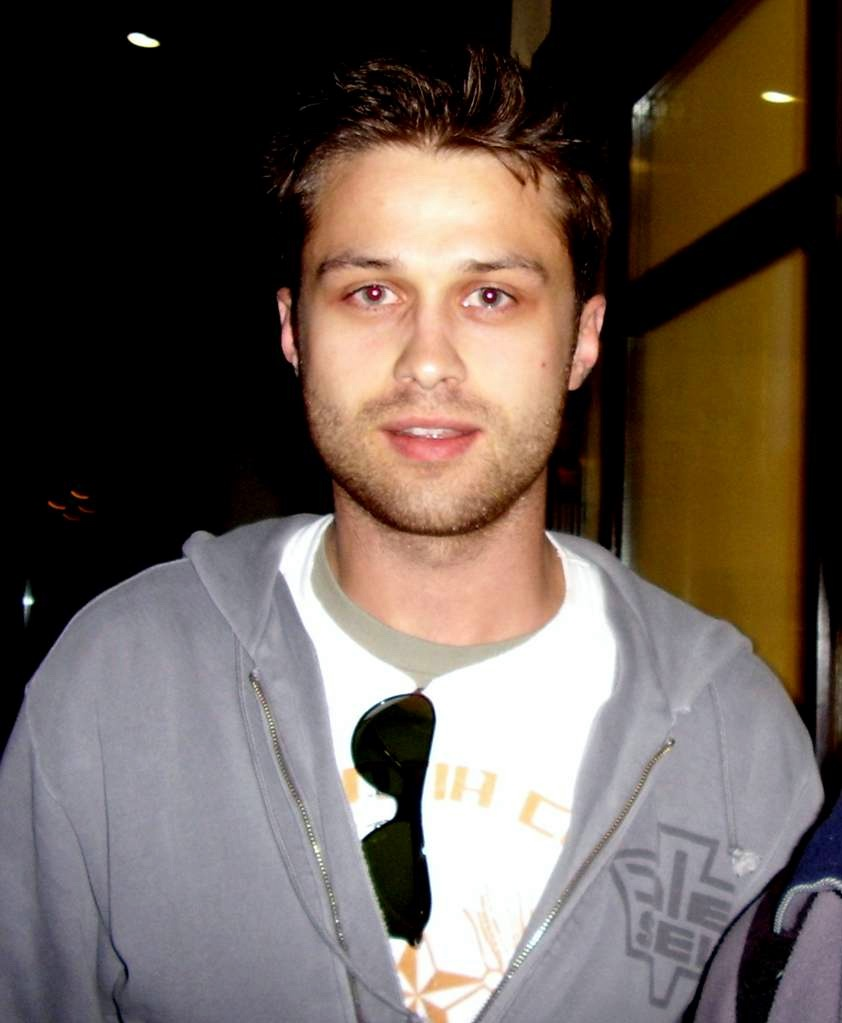
Maciej Zakościelny

### Aktorka
| Lp. | Imię i nazwisko        | Serial                         | Telewizja   | Liczba głosów |
| 1   | Małgorzata Kożuchowska | M jak miłość                   | TVP2        | 135 027       |
| 2   | Agnieszka Dygant       | Na dobre i na złe Fala zbrodni | TVP2 Polsat | 65 759        |
| 3   | Anna Przybylska        | Daleko od noszy Złotopolscy    | Polsat TVP2 | 65 121        |
|     | Dorota Kamińska        | Fala zbrodni                   | Polsat      |               |
|     | Marzena Trybała        | Samo życie                     | Polsat      |               |

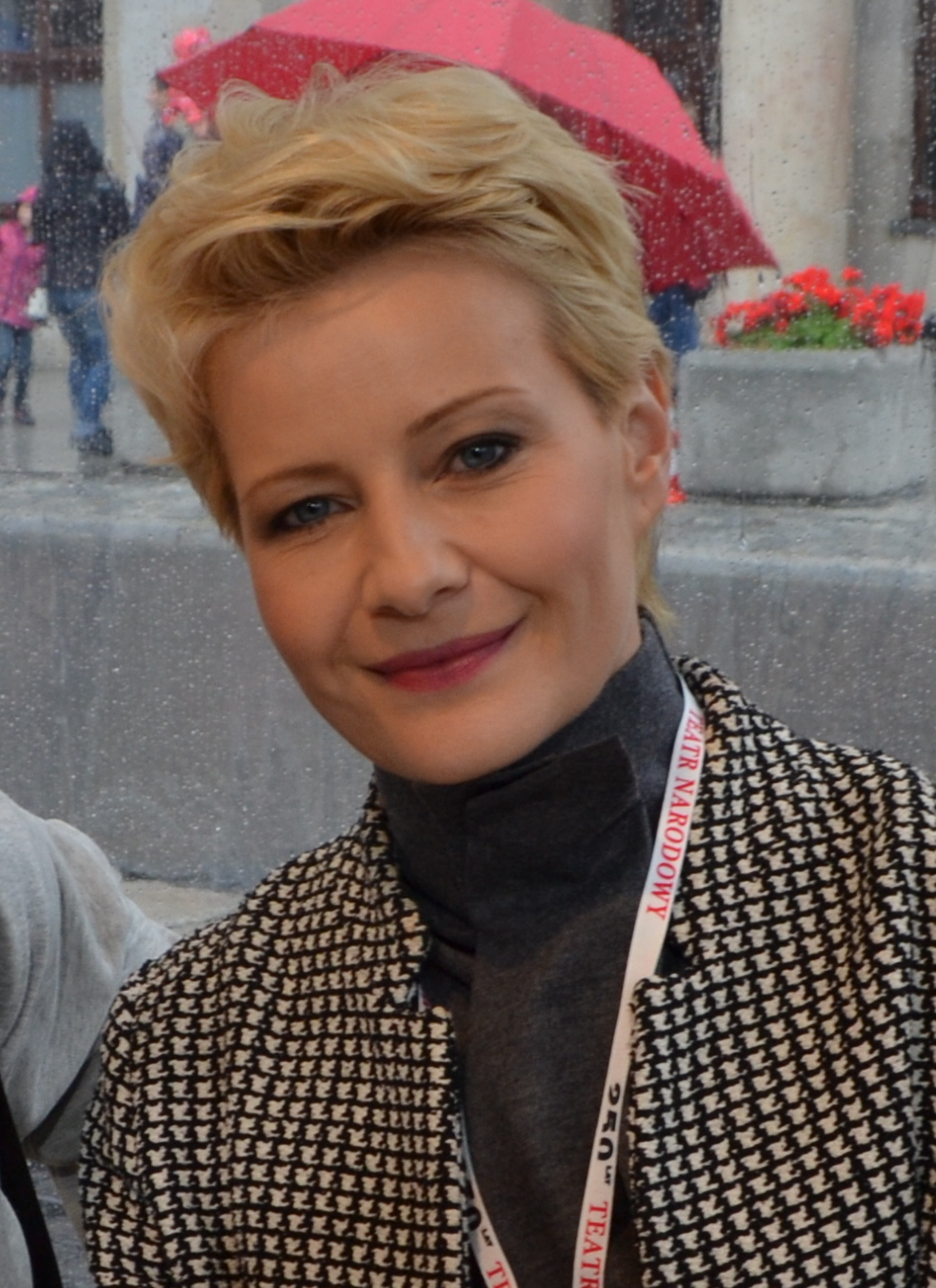
Małgorzata Kożuchowska
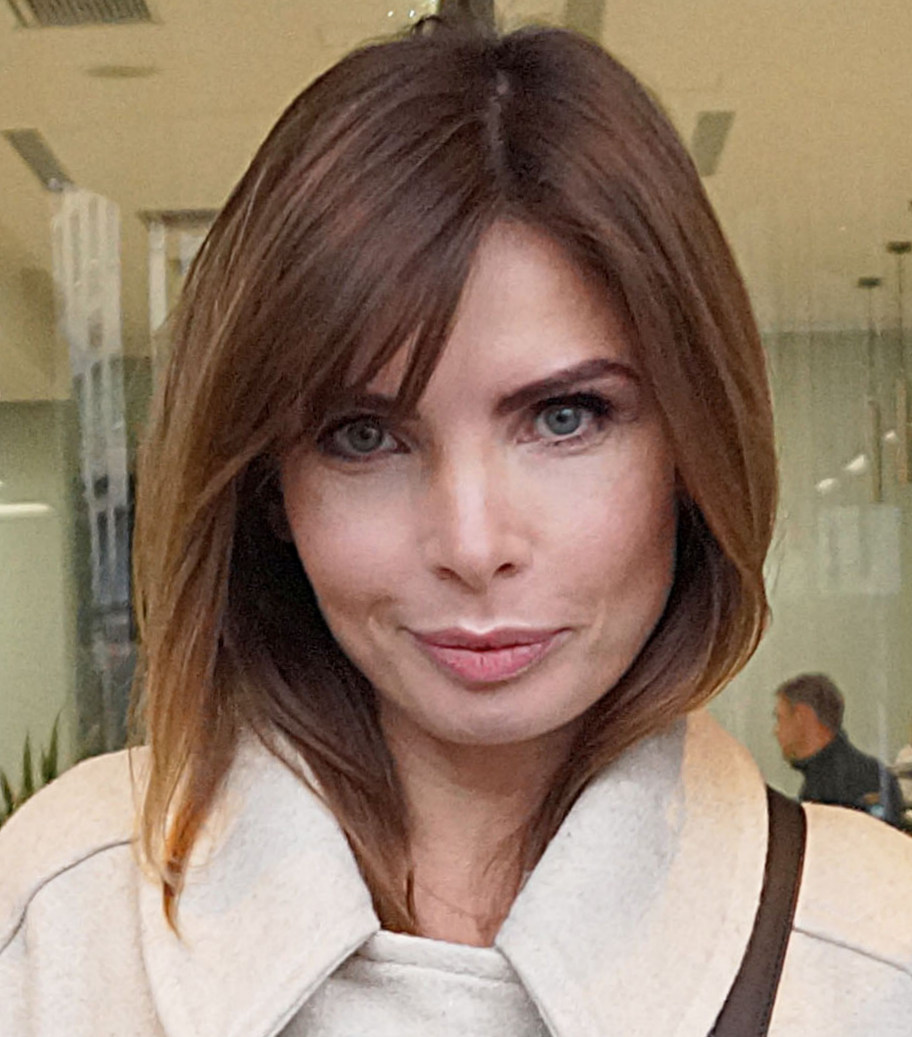
Agnieszka Dygant
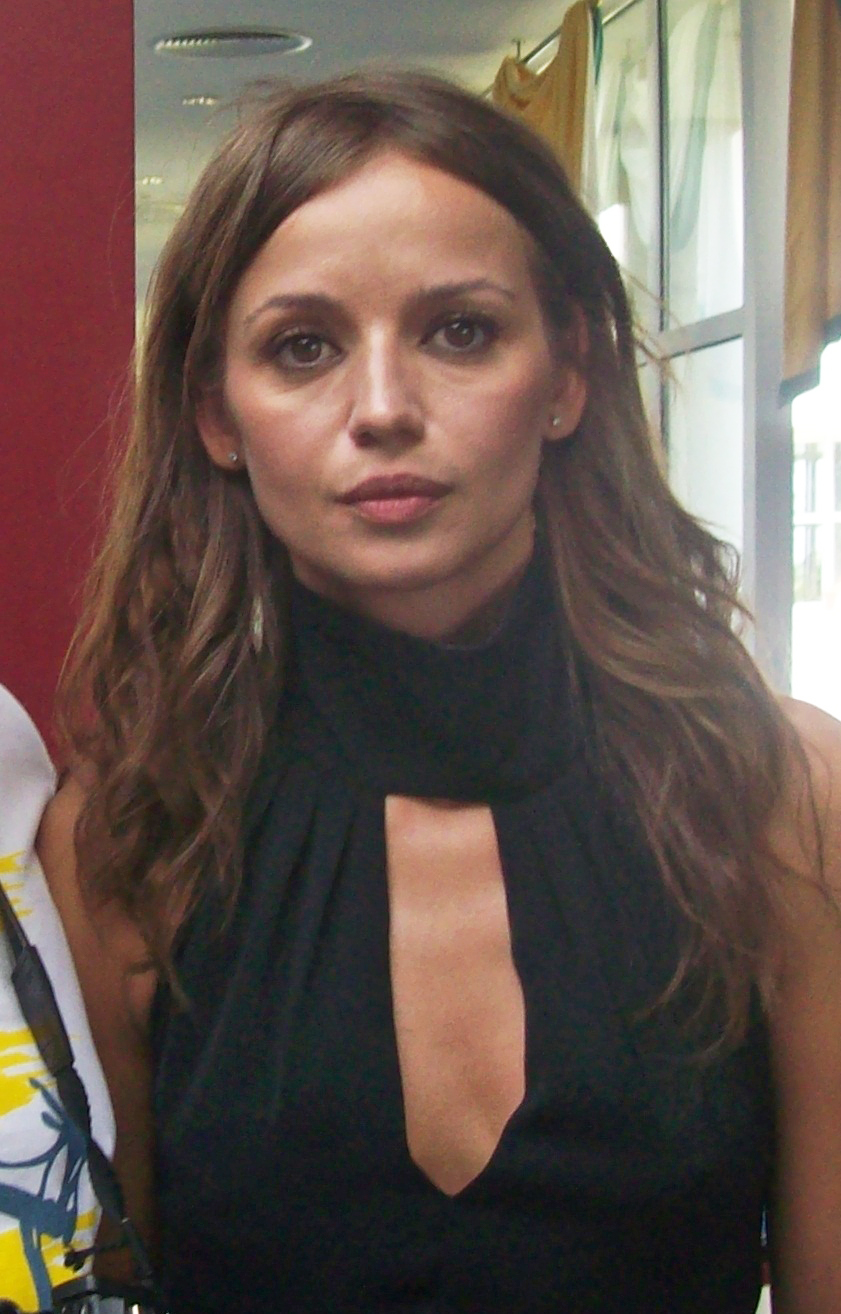
Anna Przybylska
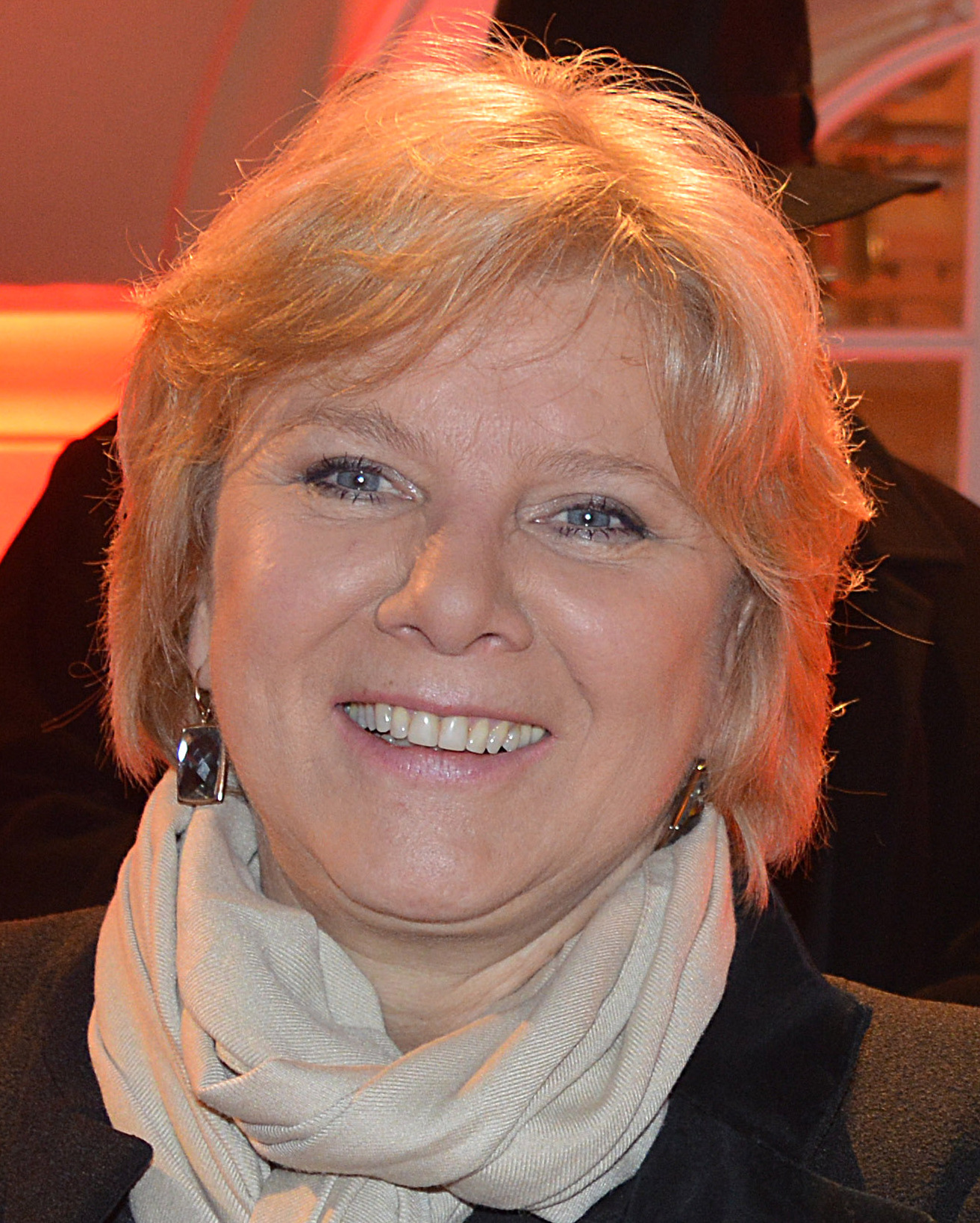
Dorota Kamińska
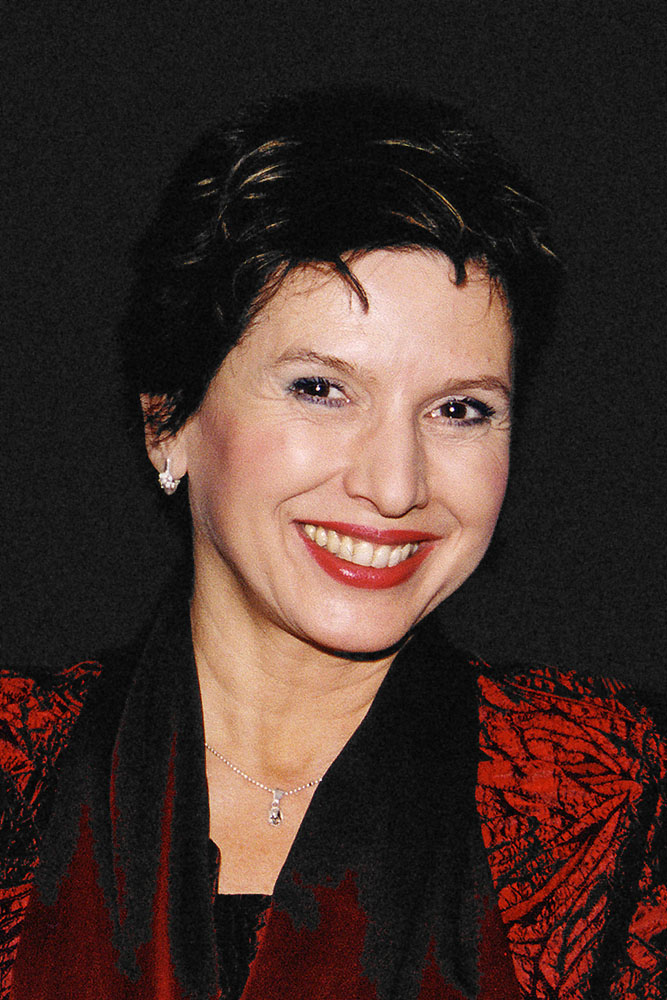
Marzena Trybała

### Serial
| Lp. | Tytuł              | Telewizja | Liczba głosów |
| 1   | M jak miłość       | TVP2      | 217 731       |
| 2   | Fala zbrodni       | Polsat    | 28 958        |
| 3   | Pensjonat pod Różą | Polsat    | 26 290        |
|     | Glina              | TVP1      |               |
|     | Na Wspólnej        | TVN       |               |

### Rozrywka
| Lp. | Imię i nazwisko   | Program                              | Telewizja | Liczba głosów |
| 1   | Monika Richardson | Europa da się lubić                  | TVP2      | 147 506       |
| 2   | Szymon Majewski   | Mamy Cię!                            | TVN       | 60 962        |
| 3   | Krzysztof Ibisz   | Rosyjska ruletka Awantura o kasę Bar | Polsat    | 41 153        |
|     | Kuba Wojewódzki   | Kuba Wojewódzki                      | Polsat    |               |
|     | Tadeusz Drozda    | Herbatka u Tadka                     | TVP2      |               |

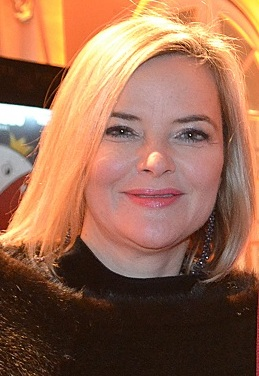
Monika Richardson
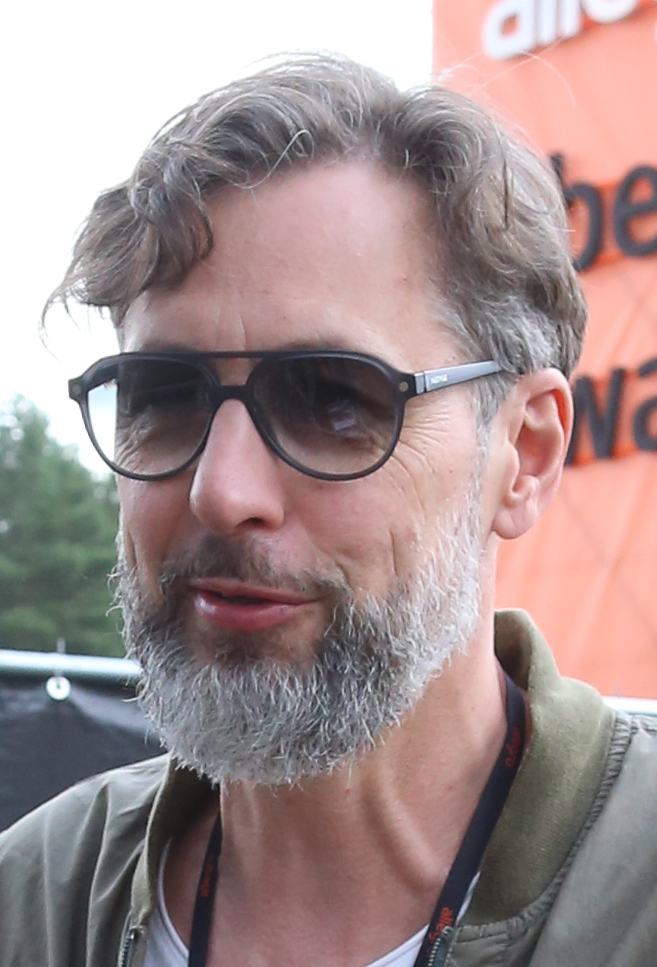
Szymon Majewski
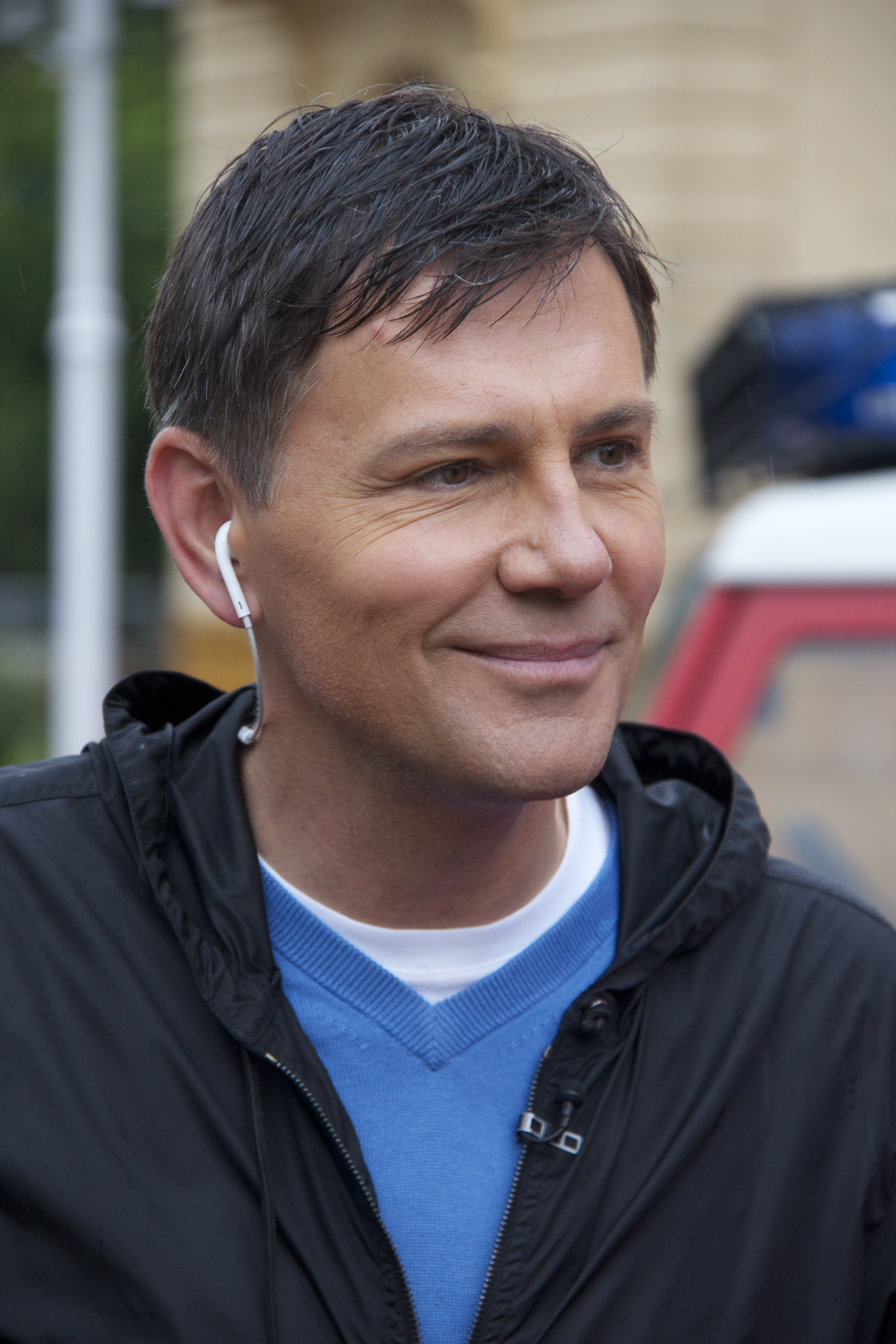
Krzysztof Ibisz
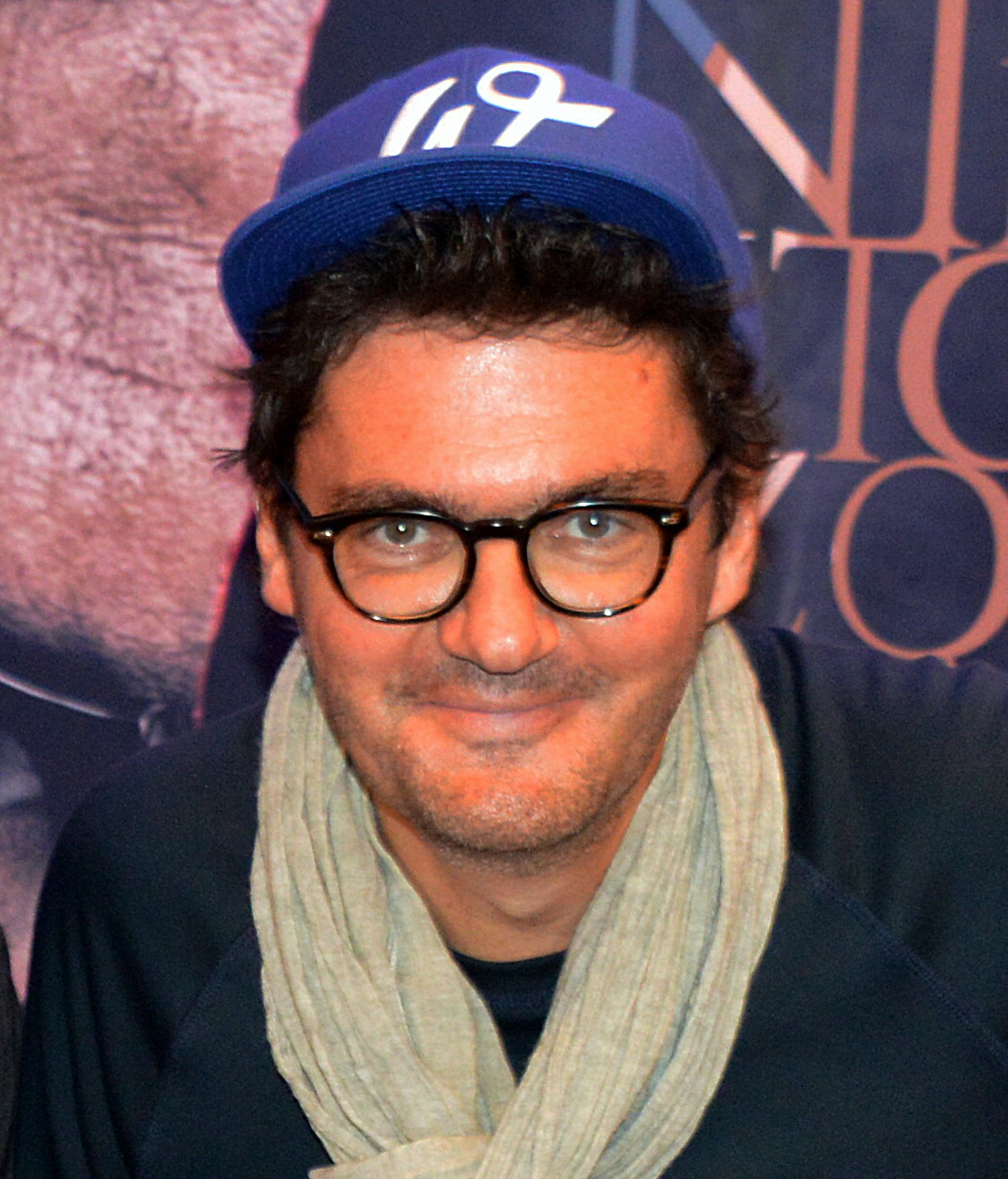
Kuba Wojewódzki
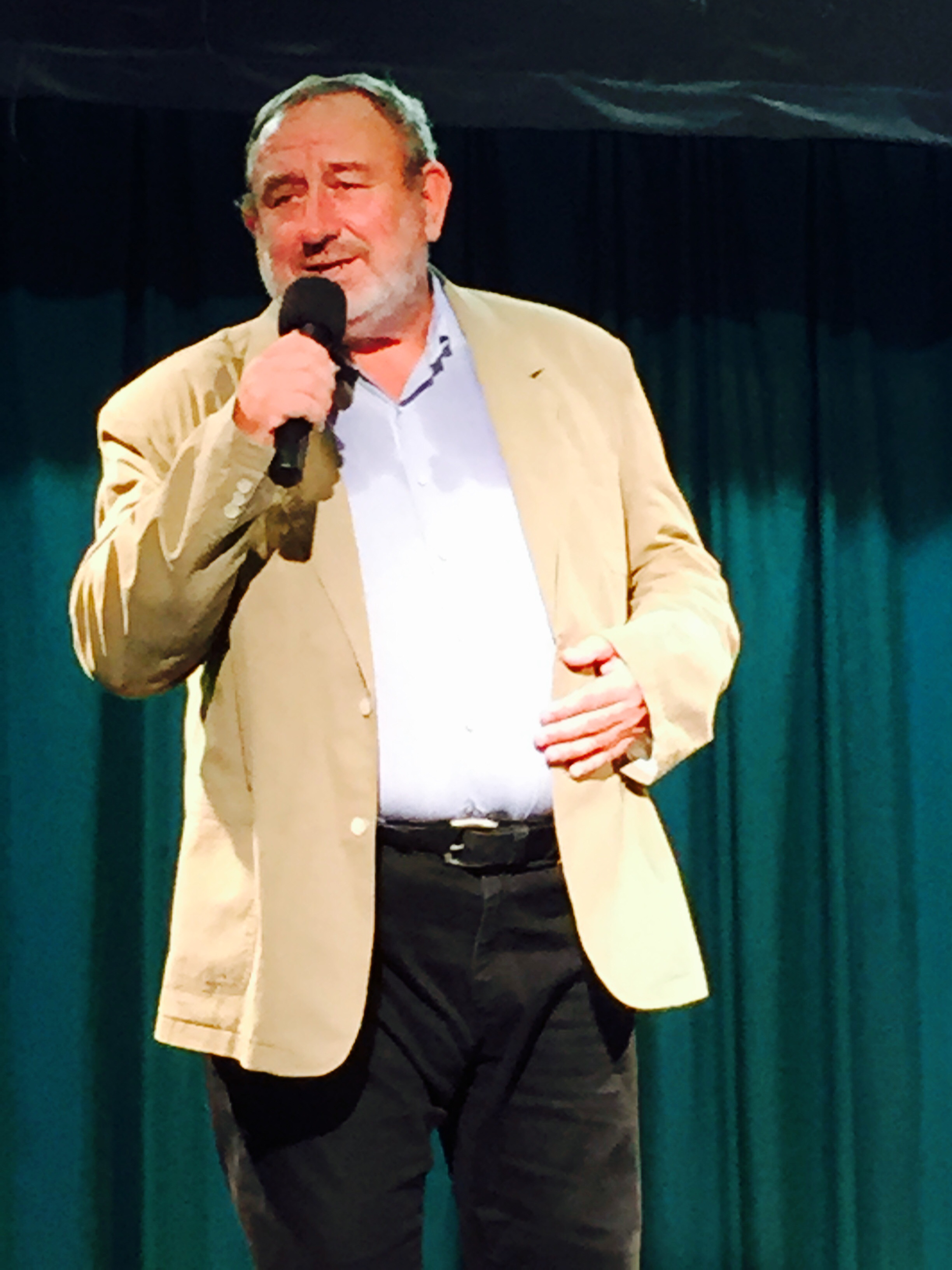
Tadeusz Drozda